# Hendriksholm Kirke
Hendriksholm Kirke er indviet i 1961, samme år som sognet blev udskilt fra Rødovre Sogn.
Kirken er tegnet af Richard Jessen.

## Eksterne kilder og henvisninger
- Hendriksholm Kirke hos KortTilKirken.dk